# Димитър Димитров (политик)
Вижте пояснителната страница за други личности с името Димитър Димитров.
Димитър Йорданов Димитров е български политик от БКП.

## Биография
Роден е на 4 септември 1929 г. в Добрич. От 1945 г. е член на РМС, а от 1962 г. и на БКП. В гимназията е в ръководството на РМС. Учи във Висшия селскостопански институт „Васил Коларов“ в Пловдив. След това започва да работи като главен агроном в машинно-тракторна станция в Добричко. От 1962 до 1967 г. е председател на обединеното кооперативно стопанство в Дуранкулак. За заслугите си получава званието „Герой на социалистическия труд“. Бил е председател на Окръжния кооперативен съюз. От 1969 г. е секретар на Окръжния комитет на БКП в Добрич, а от 1973 г. е първи секретар на комитета. От 19 юни 1986 до 3 април 1990 г. е член на Държавния съвет на Народна република България. От 1987 до 1990 г. е Първи секретар на Областния комитет на БКП в гр. Варна. От 1976 до 1981 г. е кандидат-член на ЦК на БКП, а от 1981 до 1990 г. и член на ЦК на БКП. Умира на 18 ноември 2019 г. в Добрич.

## Награди
- Герой на социалистическия труд“ (1963)
- – Орден Георги Димитров (1963 като Герой на социалистическия труд)
- – Орден Георги Димитров (1989)
- Почетен гражданин на Добрич (2001)